# Sprachpsychologie
Die Sprachpsychologie ist ein Teilgebiet der Psychologie im Unterschied zur Psycholinguistik, die der Linguistik zugeteilt ist.
Zweifellos gibt es Überschneidungen von Psycholinguistik und Sprachpsychologie,
doch können die beiden Wissenschaften nicht einander gleichgesetzt werden.
Während historisch betrachtet die Psycholinguistik u. a. durch die Generative Grammatik geprägt wurde, finden sich die Ursprünge der Sprachpsychologie in der Sprachphilosophie, in der Völkerpsychologie, in der Entwicklungspsychologie sowie in der Assoziationspsychologie. Neben inhaltlichen Differenzen (u. a. Primat der Sprache versus Primat der Kognition) bestehen auch Unterschiede in methodischer Hinsicht (linguistische Verfahren versus experimentelle Methodik).
Nachbargebiete der Sprachpsychologie sind die Linguistik (insbesondere Psycholinguistik), die Neurolinguistik, die Psychologie der Kommunikation und die Kognitionswissenschaft. Die Sprachpsychologie unterscheidet sich von der Psycholinguistik nicht zuletzt in ihrer Methodik (psychologische Experimente versus Analysen der Sprachwissenschaft), wenngleich auch hier die Forschungsfelder sich überlappen. In inhaltlicher Hinsicht wird der Fachbereich der Sprachpsychologie wie folgt aufgeteilt:

## Sprachentwicklung
Voraussetzung der Sprachentwicklung ist relative Unabhängigkeit von genetischer Vorprogrammierung. Im Verlaufe der Phylogenese wird dieser Freiraum respektive das Lernbare im Vergleich mit dem genetisch Weitergegebenen allmählich breiter. Eingang in den Erbgang findet indes nur die Modifikabilität an sich und nicht die Ergebnisse einzelner Modifikationen. Es kann nicht darum gehen, die auf Lernprozessen beruhenden Veränderungen den Modifikationen, die auf der natürlichen Selektion basieren, gegenüberzustellen; vielmehr stellt sich die Frage, aus welchen Gründen welche Lernvorgänge aus der natürlichen Selektion hervorgehen.
Bei den höheren Primaten ist aufgrund des gewonnenen Freiraums die soziale Kommunikation schon ausgeprägt, doch ist die Informationsvermittlung noch kaum vorhanden. Die höheren Primaten können in ersten Ansätzen mit ihren Gesten schon ‚über etwas’ kommunizieren, sofern die fehlenden natürlichen Voraussetzungen hierzu künstlich erfüllt werden (z. B. von Forschern), doch ihre auditive Kommunikation dient noch ausschließlich dem unmittelbaren emotionalen Ausdruck.
Die biologischen Verhaltensforscher haben soziales und dann auch kommunikatives Verhalten bei den höheren Säugetieren und Primaten in der freien Natur sowie unter forschungspraktischen Bedingungen beobachtet. Besonders untersucht wurden emotionale Lautausdrücke der Tiere, die beispielsweise bei drohender Gefahr auch von ‚Mittieren’ gehört werden und auf dieselben als ‚Warnsignal’ wirken, und Handgesten, die unter Mithilfe der Menschen, also unter künstlichen Bedingungen, für Mitteilungen über ganz einfache Sachverhalte verwendet werden können. Allerdings kann diese sogenannte ‚Tiersprache’ nur bei unmittelbaren Belohnungen gebildet werden und verschwindet wieder, wenn die von Menschenhand bereitgestellte Erleichterung für den Lernvorgang des Versuchstieres wegfällt. In der freien Natur können Schimpansen von sich aus keine Zeichensprache lernen und diese infolgedessen auch nicht an die nächste Generation weitergeben. Die mögliche Weitergabe von Gelerntem und Geschaffenem an die Kinder und die Kindeskinder, die sogenannte Tradierung, ist aber wohl die entscheidende Voraussetzung, dass die Sprache der Menschen in ihrer besonderen Ausgestaltung überhaupt entstehen kann.
Beim Übergang des Tieres zum Menschen sind die genetische Programmierung übergreifenden Sachverhalte wie die Weitergabe und Weiterführung von Steinwerkzeugen über Generationen hinweg und Kompetenzen wie das akkumulative Auswahlvermögen, das hinsichtlich des sprachlichen Verhaltens generativ ist, in dem phylogenetisch eröffneten Freiraum relevant. Menschliche Sprache setzt die Weitergabe, Tradierung und Aneignung von Werkzeugen und entsprechenden Kompetenzen voraus – Prozesse, die ohne gesellschaftliche Formierung undenkbar sind. Eine Besonderheit menschlicher Sprache i.U. zu den ‚Tiersprachen’ besteht darin, dass Begriffe variantenreich und kreativ kombiniert werden. Je komplexer und differenzierter die Sprache wird, desto feiner kann wiederum die Umwelt verarbeitet werden.
Die für die höheren psychischen Tätigkeiten und Leistungen der Menschen typischen funktionalen neuronalen Systeme werden primär extrakortikal, also außerhalb des Gehirns, über externe Hilfsreize kulturell vermittelt und sukzessive aufgebaut, wobei auch die dazu notwendigen Netzwerke in verschiedenen Bereichen des zentralen Nervensystems aktiviert und miteinander verbunden werden. Deshalb zeigt sich etwa bei älteren Menschen, die aus ihrer vertrauten Umgebung gerissen und in ein Heim versetzt werden, meist ein rapider Abbau der höheren, nämlich extern vermittelten, sprachlichen Kompetenzen.

## Spracherwerb des Kindes
Beim Spracherwerb, der Entwicklung des Sprechens sowie des Hörens produzierter Sprache, wird vom ersten Gurren des Kleinkindes (langgezogene, weich rollende Töne) das Lallen (Verdoppelung der Silben) unterschieden. Mit der Zeit nehmen Momente der lautlichen Übungen Bedeutungen der Lebenswelt an. Vorerst erscheinen Einwortsätze, wobei der Signifikant (Ausdrucksweise der Bedeutung) mehrere Signifikate (Bedeutungsinhalte) einschließen kann. Anfänglich hat das Kleinkind die Tendenz, Bedeutungen zu generalisieren (Überextension), manchmal ist aber auch das Gegenteil der Fall (Unterextension).
Präferenzen von Säuglingen bei der Wahrnehmung der Pausen, bei Unterbrechungen natürlich strukturierter Texte im Vergleich zu jenen künstlicher Texte sowie Präferenzen von Kleinkindern bei Übereinstimmung von Vorgesprochenem und Bild im Unterschied zur Nicht-Übereinstimmung weisen auf ein frühes ‚grammatisches Verständnis’ der Kinder hin. Bei der Entwicklung der Syntax kann es zu Überregulationen (z. B. bei der Beugung unregelmäßiger Verben nach dem Muster regelmäßiger Verben) kommen, die nicht als Rückstand in der Entwicklung (i.S. einer Unterregulation) zu interpretieren sind.
Die kindliche Sprachproduktion bleibt lange Zeit eine spontane Produktion, welche die Erwachsenen mehr oder weniger beachten und auf die sie mehr oder weniger eingehen (beginnend mit dem sog. baby-talk). Im Verlaufe der Entwicklung kommt der Standardsprache bei der Aneignung der Sprache als Richtschnur eine immer größere Bedeutung zu. Ab dem Kindergartenalter wird die extern angeeignete Sprache interiorisiert. Fortan ist die Sprache nicht nur das Medium des stillen Denkens, sondern auch das wichtigste Hilfsmittel bei der Bewältigung psychischer Aufgaben (z. B. beim ‚Behalten’ von Sachverhalten).

## Mündliche Sprache: Sprechen und Zuhören
In Abhebung von den älteren Phrasenstrukturmodellen (Generative Grammatik) und psychologischen Modellen der Sprachproduktion werden in den neueren konnektionistischen Modellen sowie in den Modellen neuronaler Netzwerke die ursprünglich ausschließlich linearen Vorstellungen der Sprechproduktion durch parallele Vorstellungen substituiert. Die Überführung signifikativer Gegebenheiten in Signifikanten setzt Aufmerksamkeit sowie den Zugang zu inhaltlichen Assoziationen und formalen Assoziationen voraus; auf der Grundlage dieser spontanen Prozesse ergibt sich dann auch die Möglichkeit der Steuerung und des intentionalen Sprechens.
Beim Hören und intentionalen Zuhören werden die Signifikanten in Signifikate überführt. So wie beim Sprechen das sich ohnehin Zutragende kanalisiert und abgewickelt wird, wird bei der Rezeption das ohnedies Vorkommende modifiziert. Der Rezipient trachtet v. a. danach, Sinn zu ‚er-halten’ (Sinnkonstanz). Wie bei der Sprachproduktion ergänzen sich auch bei der Rezeption von Sprache datenbasierte Bottom-up-Prozesse und kontextuell orientierte Top-down-Prozesse.
Sprechen und Verstehen können nicht auf individuelle, innerpsychische Vorgänge reduziert werden, sondern sind primär als ein überindividueller-gegenständlicher (Gesamt-)Prozess aufzufassen. Wenn Sprecher und/oder Hörer ihre gemeinsame Welterfahrung (common ground) überschätzen oder unterschätzen, ergeben sich Kommunikationsschwierigkeiten und bei zu großen effektiven Diskrepanzen misslingt die Verständigung.
Sprachproduktion und -rezeption beginnen nicht voraussetzungslos, sondern mit der signifikativen und/oder signifikanten Umwelt der Produzenten. Bei diesem sprachpsychologischen Ansatz kommt tatsächlich der Sprache primäre Bedeutung zu; das heißt die Sprache schließt das Psychische ein. Umgekehrt: Verschiedene Sprachen teilen die Wirklichkeit, in der Menschen leben, in unterschiedlicher Art und Weise auf. Hierzu gibt es eine Reihe von experimentellen Untersuchungen. So zeigt sich etwa, dass Personen mit verschiedenen Muttersprachen die Welt in ihren Farben different wahrnehmen.

## Schriftliche Sprache: Schreiben und Lesen
Schreiben unterscheidet sich vom Sprechen in kommunikativer und formaler Hinsicht. Da kein Kommunikationspartner anwesend ist, wird beim Schreiben auf einen größeren Explizitheitsgrad und auf Kontextfreiheit geachtet. Die Vorbereitungsphase spielt i. d. R. eine größere Rolle als beim Sprechen und die Planung bezieht sich auch stärker auf formale Sachverhalte, die beim Sprechen von geringerer Bedeutung sind oder wegfallen (wie z. B. die Interpunktion). Naturgemäß kommt beim Schreiben der Linearisierung eine größere Bedeutung zu als beim Sprechen. Zwar ist bei der Schriftsprache die Automatisierung ebenso relevant wie die Entautomatisierung, doch scheint sich das automatische Schreiben mehr auf die Grammatikalität und weniger auf die Sinnhaftigkeit zu beziehen.
Wie beim Sprechen und Verstehen komplementieren sich auch beim Schreiben und Lesen Bottom-up-Prozesse und Top-down-Prozesse. Der grundlegenden phonologischen Verarbeitung scheint beim Lesen von Texten besondere Bedeutung zuzukommen. Wie Untersuchungen gezeigt haben, sind phonologische Informationen nicht nur beim lauten Vorlesen relevant, sondern sie werden auch beim stillen Lesen aktiviert resp. automatisch reaktiviert. Die Verarbeitung für Hören und Lesen erfolgt auf der unteren Ebene verschiedenartig, doch wird diese ‚Zweigleisigkeit’ auf der höheren Ebene zugunsten einer ‚Eingleisigkeit’ aufgegeben (integriertes Modell des Hör- und Leseverstehens). Das Vorlesen wurde lange Zeit i.S. des Modells der zweifachen Zugangswege oder des Analogie-Modells verstanden, doch seit zwei Jahrzehnten finden auch im schriftsprachlichen Bereich des Verstehens Netzwerkmodelle größere Beachtung.
Das Kind eignet sich das Lesen und Schreiben an, indem es ausgehend von den kleinsten Laut- und Bedeutungseinheiten der Sprache, den Phonemen respektive den Morphemen, sukzessive lernt, das Ganze eines Wortes, dann eines Satzes, schließlich eines Textes zu synthetisieren und zugleich immer wieder zu analysieren – eine kulturelle Kunstfertigkeit, die viel Übung braucht, bis sie endlich einverleibt ist. Es handelt sich um einen komplexen Vorgang, bei dem Imaginationen stets in die Buchstabenform hinuntergebrochen respektive Buchstaben, Wörter und Sätze kontinuierlich in Imaginationen übertragen werden. Im Falle des Lesens werden in erster Linie Signifikanten (Bezeichnendes) in Signifikate (Bezeichnetes) und im Falle des Schreibens primär Signifikate in Signifikanten umgesetzt; indes greifen bei der Aneignung der Lese- und Schreibkompetenzen beide ‚Übersetzungen’ beständig ineinander und ergänzen einander.